# Alice Powell

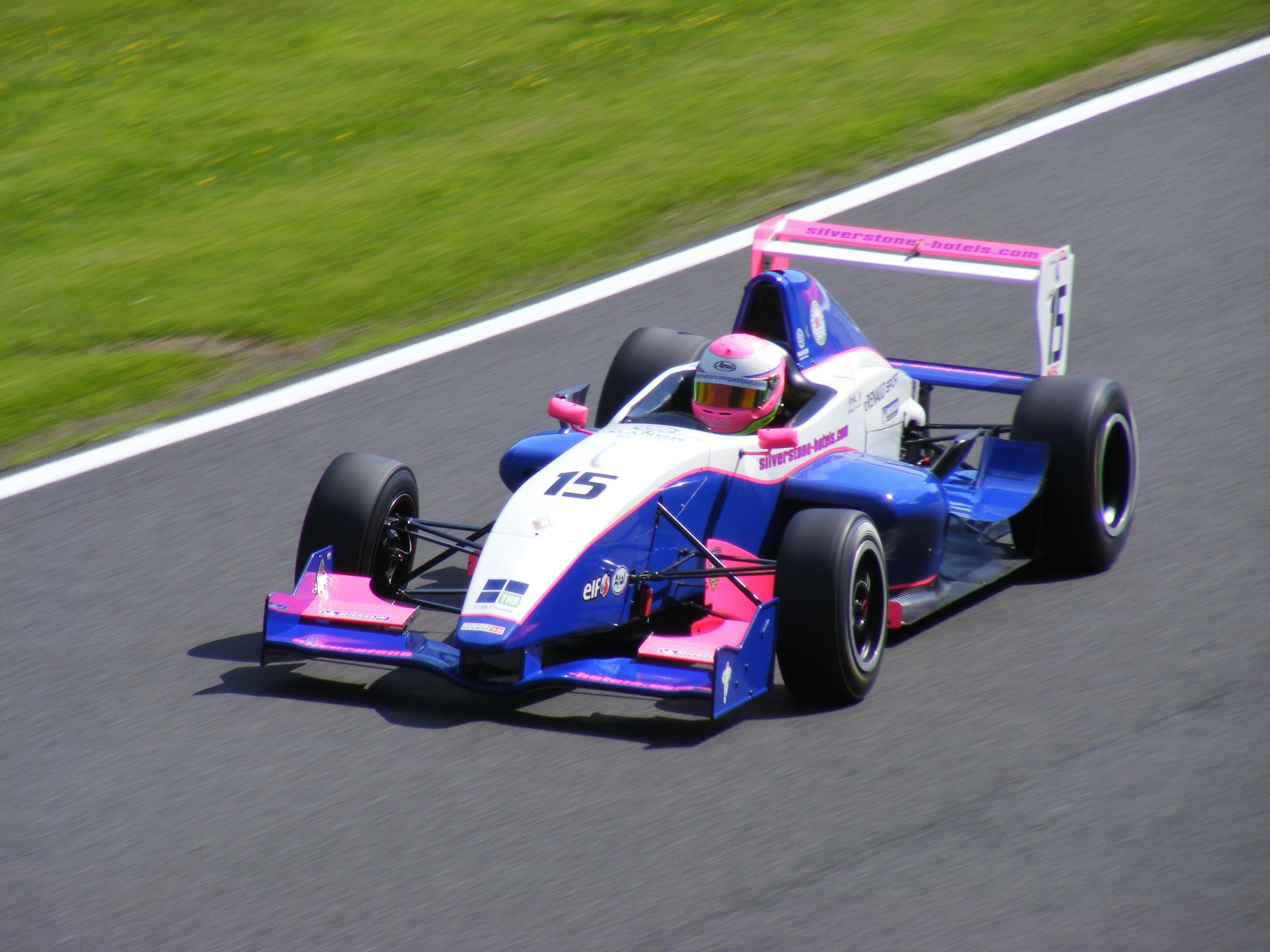
Alice Powell op Oulton Park in 2009

Alice Powell (Oxford, 26 januari 1993) is een Brits autocoureur.

## Carrière
Twee jaar nadat ze leerde te rijden op zesjarige leeftijd, begon Powell haar carrière in het karting. In 2009 was ze tweede in de Young Star Award tijdens de Women of the Future Awards. Ze kreeg hiervoor de British Women's Racing Drivers Club GoldStars 'Elite' Category Award. Powell was tijdens de vierde ronde van de Formule Renault BARC de eerste vrouw die een Formule Renault-race won in het Verenigd Koninkrijk. Op zestienjarige leeftijd reed ze in het Michelin Formula Renault UK-kampioenschap, waarmee ze de jongste vrouw werd in een Formule Renault-race. Powell werd in 2010 de eerste vrouw die een Formule Renault-kampioenschap won.
Op 16 april 2012 werd bekend dat Powell in 2012 voor het team Status Grand Prix zal gaan rijden in de GP3 Series. Zij is hiermee, na Vicky Piria en Carmen Jordá de derde vrouw in dit kampioenschap. Met één punt, behaald in de laatste race op het Autodromo Nazionale Monza, eindigde zij op de negentiende plaats in het kampioenschap.
In 2013 nam Powell deel aan de Formule 3, waar zij reed in de openingsronde van het Britse Formule 3-kampioenschap op Silverstone als gastrijder bij Mark Bailey Racing. Ook nam ze voor dit team deel aan de MotorSport Vision Formule 3 Cup, waar ze met vijf overwinningen als tweede eindigde achter Alex Craven. Aan het eind van het seizoen werd bekend dat ze terugkeerde in de GP3, waarbij ze in het laatste raceweekend op het Yas Marina Circuit haar landgenoot Melville McKee vervangt bij Bamboo Engineering.
In 2014 reed Powell in de internationale klasse van de Aziatische Formule Renault bij het FRD Racing Team. Zij won vier races op het Zhuhai International Circuit en een race op het Shanghai International Circuit en stond in vier andere races op het podium, waardoor zij kampioen werd met 242 punten. Dat jaar nam zij ook deel aan races in de MotorSport Vision Formule 3 Cup, waarin zij twee zeges op de Rockingham Motor Speedway behaalde, en de Britse Formule 3 bij Carlin, waarin zij in de openingsronde op Rockingham eenmaal op het podium stond.
Aan het eind van 2015 keerde Powell na ruim een jaar afwezigheid terug in de autosport toen zij deelnam aan het openingsweekend van de MRF Challenge op het Yas Marina Circuit. In alle races eindigde zij in de top 10 en met 9 punten werd zij achttiende in de eindstand.
Aan het eind van 2018 maakte Powell een nieuwe comeback in de autosport na een afwezigheid van drie jaar. Zij nam deel aan het eerste raceweekend in de elektrische toerwagenklasse Jaguar I-Pace eTrophy, waarin zij als gastcoureur deelnam in de VIP-auto. Zij eindigde de race op de vijfde plaats. In 2019 werd zij benoemd als coureur in het eerste seizoen van de W Series, een kampioenschap waar alleen vrouwen aan meedoen. In de eerste twee raceweekenden op de Hockenheimring en het Circuit Zolder behaalde zij twee podiumplaatsen.
Powell is ook actief als coach en mentor en begeleidt momenteel de 19-jarige coureur Abbi Pulling, winnares van het F1 Academy-kampioenschap 2024 en momenteel actief in het GB3-kampioenschap.